# Alguien como tú
 Alguien Como Tú es el sexto álbum de estudio de la orquesta de cumbia Hermanos Yaipén, lanzado el 14 de diciembre de 2016 a través de Bertelsmann Music Group.
Es el primer álbum de estudio que no cuenta con la participación del vocalista Christian Domínguez, quien dejaría la orquesta en 2014.

## Antecedentes
En julio de 2014 se da el regreso del vocalista Erick Elera, quien se reúne con su antiguo compañero Christian Dominguez después de 6 años de haber dejado la agrupación. En agosto, se graba «Mi niña bonita», en la voz de Erick y autoría de Walter Yaipén. A principios de septiembre la agrupación sufre un duro golpe: después de 5 años, el vocalista principal Christian Domínguez deja el grupo por problemas con las numerosas presentaciones. En septiembre se da el primer acercamiento en una colaboración internacional: el cantante mexicano Kalimba quien era "coach" en la 2.ª temporada de la La Voz Perú, se impresiona con las canciones de la orquesta y decide colaborar con ellos en una composición inédita. A inicios de octubre se produce otro abandono de un vocalista histórico: Angelo Fukuy decide no continuar más en la agrupación. Durante los primeros días de noviembre se anuncia el regreso oficial de Moisés Vega y la incorporación del ex vocalista de Adolescent's Orquesta: Juan Carlos García, este último siendo una participación fugaz ya que dejaría la agrupación a los días de ser presentado. A finales de mes se graba «Mejor», composición de Kalimba, interpretado por el mismo autor y el vocalista Dennys Alvarado.
En octubre regresa a la agrupación, después de 14 años, el vocalista Leonard León. La estancia dura pocos meses, donde graba «Dile que piensas en mí» y «Mix La Negrita», temas que cierran la promoción previa al lanzamiento de la nueva producción.

## Grabación
En julio de 2016 graban «Hazme olvidarla», cover de Álvaro Torres en la voz de Mathías Colmenares, incluyendo el videoclip oficial en su plataforma de Youtube. En noviembre, Walter Yaipén anuncia el lanzamiento de un mix del cantante mexicano Juan Gabriel, donde se incluye un videoclip oficial.

## Lista de canciones
| N.º | Título                                             | Escritor(es)            | Intérprete(s)                                                         | Duración |  |
| 1.  | «Alguien como tú»                                  |                         | Mathías Colmenares                                                    | 3:38     |  |
| 2.  | «Agua helada»                                      | Richard Mattos          | Donnie Yaipén                                                         | 3:24     |  |
| 3.  | «Se vende un corazón»                              |                         | Mathías Colmenares                                                    | 3:31     |  |
| 4.  | «Mix Juan Gabriel»                                 | Alberto Aguilera        | Giuseppe Horna                                                        | 4:57     |  |
| 5.  | «Dile que piensas en mí» (tercera versión)         | Javier Yaipén           | Mathías Colmenares                                                    | 3:58     |  |
| 6.  | «Voy a olvidarme de mí»                            | Carlos Vives            | Donnie Yaipén                                                         | 4:14     |  |
| 7.  | «El baile del Tiki Taka»                           | Walter Yaipén           | Mathías Colmenares, Donnie Yaipén, Giuseppe Horna, Jefferson Gavancho | 3:30     |  |
| 8.  | «Hazme olvidarla»                                  | Álvaro Torres           | Mathías Colmenares                                                    | 3:20     |  |
| 9.  | «Será la última vez»                               | Javier Yaipén           | Donnie Yaipén                                                         | 3:43     |  |
| 10. | «Dos mujeres por un amor»                          |                         | Giuseppe Horna                                                        | 3:59     |  |
| 11. | «Y lloraré»                                        | Walter Yaipén           | Donnie Yaipén                                                         | 3:35     |  |
| 12. | «Por ese hombre» (con Marcos Llunas y Luna Diabla) | María Graciela Galán    | Mathías Colmenares                                                    | 4:40     |  |
| 13. | «Mejor» (con Kalimba) (segunda versión)            | Carlo Giordano, Kalimba | Mathías Colmenares                                                    | 4:12     |  |
| 14. | «Mi niña bonita» (segunda versión)                 | Walter Yaipén           | Giuseppe Horna                                                        | 3:25     |  |
| 15. | «Mi promesa»                                       |                         | Donnie Yaipén                                                         | 3:43     |  |